# Magistralinis kelias A8
La Magistralinis kelias A8 è una strada maestra della Lituania. Collega la città di Panevėžys a Sitkūnai. La lunghezza del tratto stradale è di 87,86 km.

## Descrizione

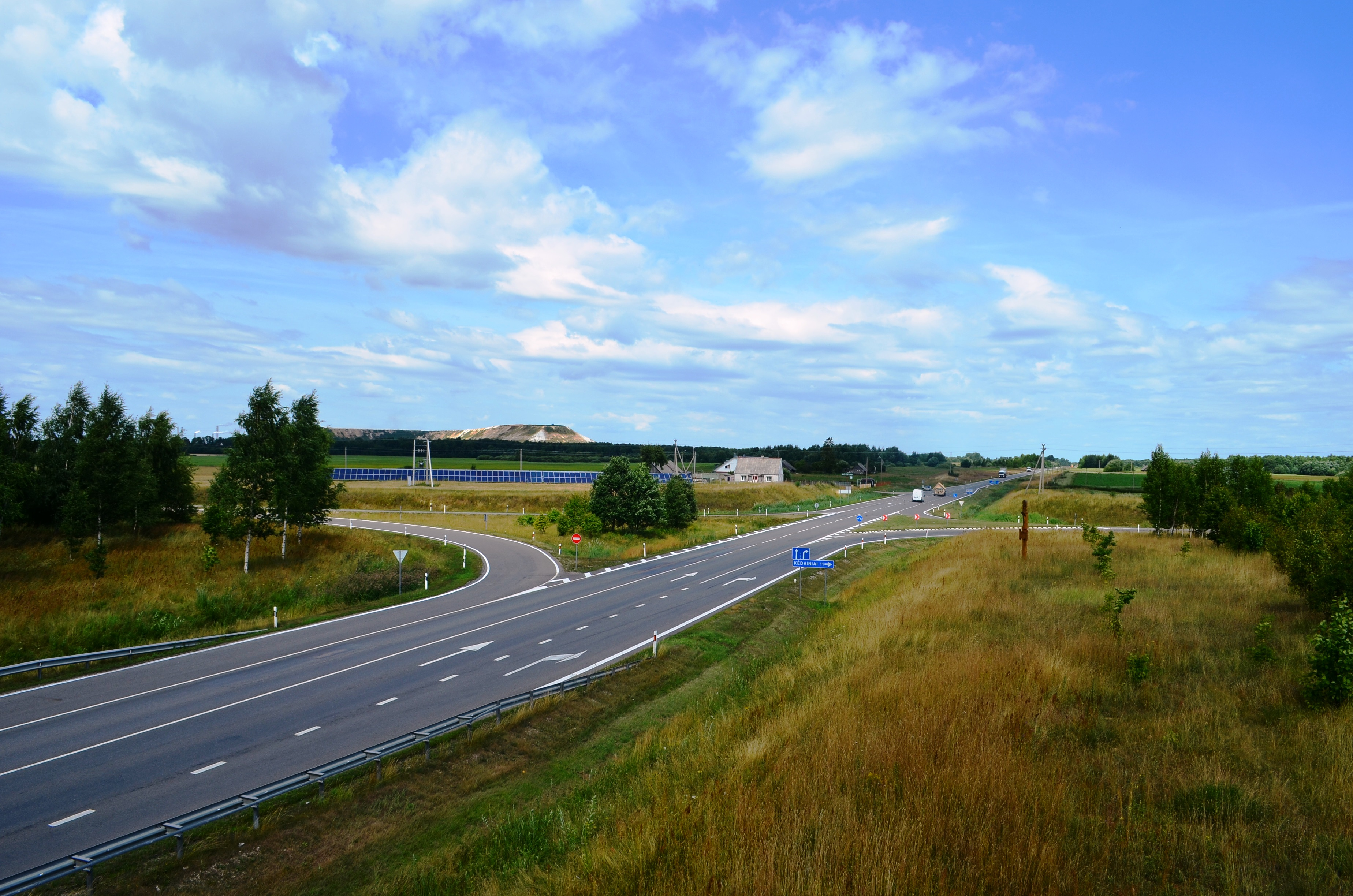
La A8 presso Kėdainiai

Il limite di velocità è generalmente di 90 km/h. Il tratto è abbastanza trafficato perché questo rientra nella via Baltica, la quale attraversa i Paesi baltici.
La A8 è parte del sistema stradale europeo e rientra nella sopraccitata E67 (ossia la via Baltica).
Sono stati ipotizzati dei progetti per ampliare il tratto stradale di una carreggiata, al fine di velocizzare i trasporti.
Una volta raggiunta Sitkūnai, la A8 termina e lascia spazio ad altre tratte le quali conducono poi a Kaunas, Vilnius, Klaipėda o Varsavia.